# Васильевка (Новодеревеньковский район)
Васильевка — деревня в Новодеревеньковском районе Орловской области.
Входит в состав муниципального образования Судбищенское сельское поселение.

## География
Расположена южнее деревни Дементьевка и граничит с ней. Между деревнями находится просёлочная дорога.
Южнее Васильевки расположен большой лесной массив, а также речка, впадающая в реку Переволочинка.

## Население
| 2010 |
| ---- |
| 19   |

## Инфраструктура
Личное подсобное хозяйство с зоной сельскохозяйственного использования, индивидуальная застройка усадебного типа.
Журавлиновский ФАП в пешей доступности.

## Транспорт
Деревня доступна автотранспортом. 